# Konståkning vid olympiska vinterspelen 2002

## Medaljer

### Soloåkning herrar
- 12 + 14 februari 2002

Alexei Yagudin, Ryssland fick enbart poäng mellan 5,9 och 6,0 och slog landsmannen och världsmästaren Jevgenij Plusjenko som hade flera fel i både sitt långa och korta program.
| Medalj | Tävlande           |
| Guld   | Alexei Yagudin     |
| Silver | Jevgenij Plusjenko |
| Brons  | Timothy Goebel     |
| 4      | Takeshi Honda      |
| 5      | Aleksandr Abt      |
| 6      | Todd Eldredge      |
| 7      | Machael Weiss      |
| 8      | Elvis Stojko       |

### Soloåkning damer
- 19 + 21 februari 2002

Sarah Hughes låg fyra efter det tekniska programmet, men efter ett felfritt friprogram klättrade hon upp till första plats.
| Medalj | Tävlande          |
| Guld   | Sarah Hughes      |
| Silver | Irina Slutskaya   |
| Brons  | Michelle Kwan     |
| 4      | Sasha Cohen       |
| 5      | Fumie Suguri      |
| 6      | Marija Butyrskaja |
| 7      | Jennifer Robinson |
| 8      | Júlia Sebestylén  |

### Paråkning
- 9 + 11 februari 2002

| Medalj | Tävlande                                |
| Guld   | (Jelena Berezhnaya, Anton Sikharulidze) |
| Guld   | (Jamie Salé, David Pelletier)           |
| Brons  | (Shen Xue, Zhao Hongbo)                 |
| 4      | (Tatjana Totmjanina, Maksim Marinjin)   |
| 5      | (Kyoko Ina, John Zimmerman)             |
| 6      | (Marija Petrova, Aleksej Tichonov)      |
| 7      | (Dorota Zagorska, Mariusz Siudek)       |
| 8      | (Katerina Berankova, Otto Diabola)      |

### Isdans
- 15 + 17-18 februari 2002

Frankrike tog sitt första guld i Vinter-OS. Marina Anissina, Frankrike, emigrerade från Ryssland efter att hennes partner Averbukh lämnade henne för att åka med Lobacheva. Det Litauiska paret bestående av Margarita Drobiazko och Povilas Vanagas, som slutade på femte plats lämnade in en protest, där de noterade att de startade efter ett par som föll och att isen då skulle ha varit sämre än för de andra åkarna. Juryn godkände inte protesten.
| Medalj | Tävlande                                 |
| Guld   | (Marina Anissina, Gwendal Peizerat       |
| Silver | (Irina Lobacheva, Ilya Averbukh)         |
| Brons  | (Barbara Fusar Poli, Maurizio Margaglio) |
| 4      | (Shae-Lynn Bourne, Victor J. Kraatz)     |
| 5      | (Margarita Drobjazko, Povilas Vanagas)   |
| 6      | (Galit Chait, Sergej Sachnovskij)        |
| 7      | (Albena Denkova, Maksim Stavijskij)      |
| 8      | (Kati Winkler, René Lohse)               |